# Конкакафов шампионат 1965.
Конкакафов шампионат 1965. (шп. CONCACAF Campeonato de Naciones енгл. NORCECA) било је друго издање првенства КОНКАКАФ, фудбалског првенства Северне Америке, Централне Америке и Кариба (КОНКАКАФ), одржано је у Гватемали од 28. марта до 11. априла 1965. године.

## Квалификациони турнир

### Карипска зона
Јамајка, Тринидад и Тобаго и Доминиканска Република су одустале од квалификација, због сукоба у распореду са квалификацијама за надолазеће Светско првенство у фудбалу 1966. Домаћин завршног турнира, Гватемала одбила је Кубанцима да изда визе за улазак у земљу. Куба се жалила Хелмуту Кесеру, генералном секретару ФИФА, тражећи да ФИФА не призна КОНКАКАФ. Кесер је навео да ФИФА то не може да уради и упутио је питање гватемалских виза за Кубанце КОНКАКАФу. Како нису успели да уђу у Гватемалу, Куба је одустала.
Хаити и Холандски Антили су се аутоматски квалификовали у финалну фазу такмичења.

### Централноамеричка зона
Панама се повукла пре почетка квалификационог турнира.
| Pos | Тим       | О | П | Н | И | ГД | ГП | ГР | Бод. | Qualification |
| --- | --------- | - | - | - | - | -- | -- | -- | ---- | ------------- |
| 1   | Салвадор  | 2 | 2 | 0 | 0 | 7  | 1  | +6 | 4    | Финална рунда |
| 2   | Никарагва | 2 | 1 | 0 | 1 | 2  | 4  | −2 | 2    |               |
| 3   | Хондурас  | 2 | 0 | 0 | 2 | 1  | 5  | −4 | 0    |               |

| Салвадор                                                            | 4:0 | Никарагва |
| ------------------------------------------------------------------- | --- | --------- |
| Маурицио Ернесто Гонзалез 49’, 67’, 84’ · Хуан Франциско Бараза 63’ |     |           |

| Никарагва       | 2:0 | Хондурас |
| --------------- | --- | -------- |
| Куадра 29’, 65’ |     |          |

| Салвадор                                                        | 3:1 | Хондурас |
| --------------------------------------------------------------- | --- | -------- |
| Марио Монге 33’ · Серђио Мендез 43’ · Хуан Франциско Бараза 63’ |     | Греј 54’ |

### Северна зона
| Тим #1  | рез. | Тим #2           | прва утакмица | друга утакмица |
| ------- | ---- | ---------------- | ------------- | -------------- |
| Мексико | н.о. | Сједињене Државе | н.о.          | н.о.           |

САД су одустале и Мексико се аутоматски квалификовао.

## Стадиони
| Гватемала |                               |
| Гватемала | Гватемала                     |
| --------- | ----------------------------- |
| Гватемала | Стадион Доротео Гвамуч Флорес |
| Гватемала | Капацитет: 35.000             |
| Гватемала |                               |

## Финални турнир
| Pos | Тим              | О | П | Н | И | ГД | ГП | ГР  | Бод. |
| --- | ---------------- | - | - | - | - | -- | -- | --- | ---- |
| 1   | Мексико          | 5 | 4 | 1 | 0 | 13 | 2  | +11 | 9    |
| 2   | Гватемала        | 5 | 3 | 1 | 1 | 11 | 5  | +6  | 7    |
| 3   | Костарика        | 5 | 2 | 2 | 1 | 11 | 4  | +7  | 6    |
| 4   | Салвадор         | 5 | 2 | 1 | 2 | 7  | 9  | −2  | 5    |
| 5   | Холандски Антили | 5 | 0 | 2 | 3 | 4  | 16 | −12 | 2    |
| 6   | Хаити            | 5 | 0 | 1 | 4 | 3  | 13 | −10 | 1    |

| Гватемала | 0:0 | Костарика |
| --------- | --- | --------- |
|           |     |           |

| Мексико                                  | 2:0 | Салвадор |
| ---------------------------------------- | --- | -------- |
| Исидоро Дијаз 22’ · Хавијер Валдивиа 55’ |     |          |

| Холандски Антили | 1:1 | Хаити |
| ---------------- | --- | ----- |
|                  |     |       |

| Костарика | 1:2 | Салвадор                   |
| --------- | --- | -------------------------- |
|           |     | 44’, 60’ Маурицио Родригез |

| Гватемала | 3:0 | Хаити |
| --------- | --- | ----- |
|           |     |       |

| Мексико                                                   | 5:0 | Холандски Антили |
| --------------------------------------------------------- | --- | ---------------- |
| Хавијер Фрагосо 57’, 71’, 85’ · Ернесто Сиснерос 86’, 89’ |     |                  |

| Костарика | 6:0 | Холандски Антили |
| --------- | --- | ---------------- |
|           |     |                  |

| Гватемала | 4:1 | Салвадор          |
| --------- | --- | ----------------- |
|           |     | Серхио Мендез 58’ |

| Мексико                                         | 3:0 | Хаити |
| ----------------------------------------------- | --- | ----- |
| Ернесто Сиснерос 30’, 39’ · Хавијер Фрагосо 41’ |     |       |

| Салвадор                                                                      | 3:1 | Хаити |
| ----------------------------------------------------------------------------- | --- | ----- |
| Серхио Мендез 34’ · Хуан Франциско Бараза 49’ · Маурицио Ернесто Гонзалез 79’ |     |       |

| Гватемала | 3:2 | Холандски Антили |
| --------- | --- | ---------------- |
|           |     |                  |

| Мексико              | 1:1 | Костарика       |
| -------------------- | --- | --------------- |
| Фелипе Рувалкаба 45’ |     | Едгар Зуњига 9’ |

| Костарика | 3:1 | Хаити |
| --------- | --- | ----- |
|           |     |       |

| Салвадор            | 1:1 | Холандски Антили |
| ------------------- | --- | ---------------- |
| Едуардо Ернандез 8’ |     |                  |

| Гватемала       | 1:2 | Мексико                                    |
| --------------- | --- | ------------------------------------------ |
| Хорхе Ролдан 7’ |     | Ернесто Циснерос 24’ · Хавијер Фрагосо 35’ |

### Достигнућа
| Најбољи играч Емилио Сагот | Победник КОНКАКАФ шампионата 1965. Мексико 1° титула | Најбољи стрелац Ернесто Сиснерос (5. голова) |

## Белешка
1. ↑  Меч је прекинут након што је мексички играч Гиљермо Сепулведа одбио да напусти терен пошто је искључен у 72. минуту. Конкакаф је наложио да се меч понови, али је Костарика запретила да ће се повући из такмичења. Следећег дана КОНКАКАФ је преиначио своју одлуку и дозволио да резултат 1:1 остане на снази.[2][3][4]